# FIA GT選手権
FIA GT選手権（FIA・GTせんしゅけん、またはFIAグランドツーリングせんしゅけん、FIA GT Championship）は、1997年から2009年まで国際自動車連盟（FIA）が主催していたグランドツーリングカーレースの年間シリーズ戦である。

## 概要

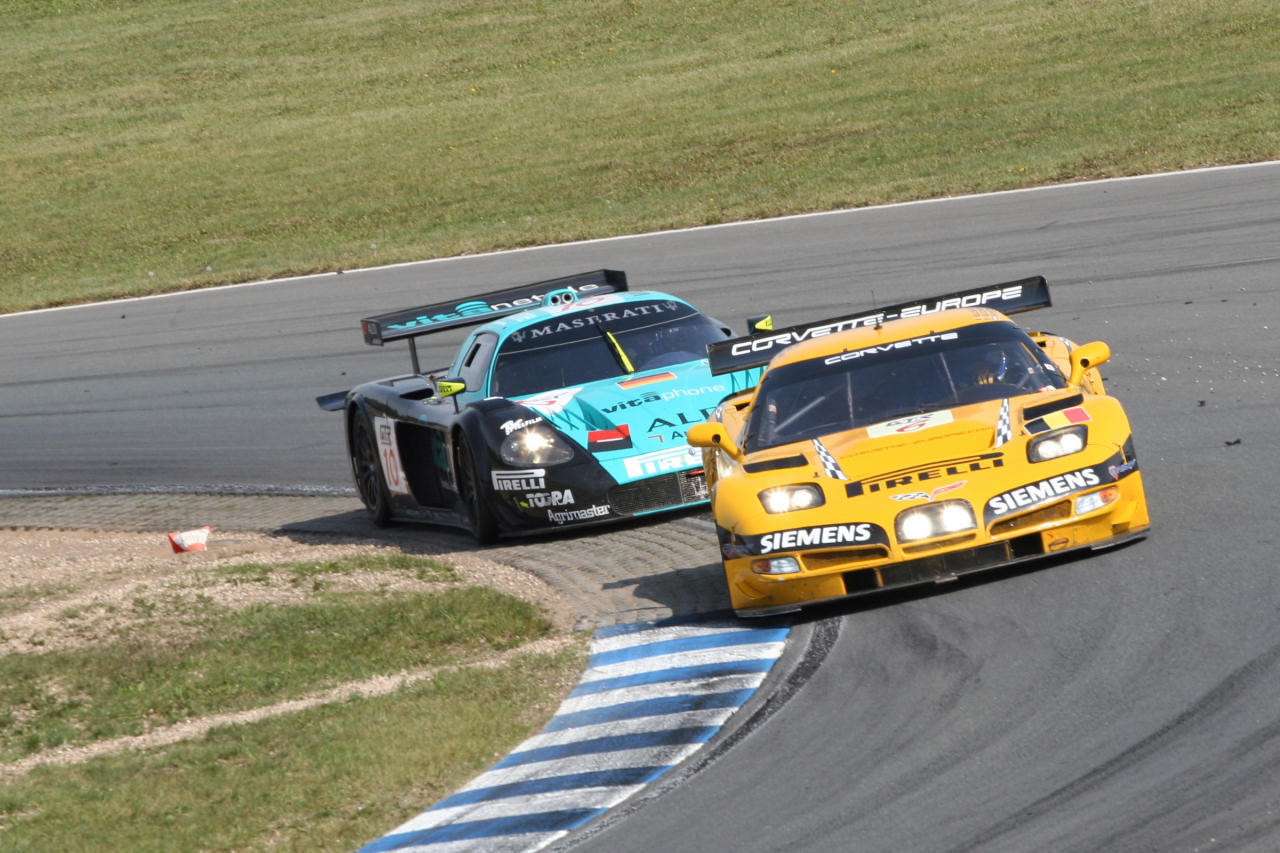
レースの様子

FIAは1996年を以て国際ツーリングカー選手権 (ITC) が終了したことに伴い、認定シリーズであったBPRグローバルGTシリーズを、翌1997年から主催シリーズに格上げし、FIAグランドツーリング選手権 (FIA Grang Touring Championship, GTC) として開始した。FIA主催としては、1992年を以て終了したスポーツカー世界選手権以来、5年ぶりとなるスポーツカーとGTカーによる耐久レースシリーズの復活である。ITC終了で戦いの場をなくしていたAMG・メルセデスは、急遽GT1マシンを製作しこのシリーズにワークス参戦した。
初年度はメルセデスのほか、ポルシェ、BMW（マクラーレン）、パノス、ロータスがワークス参戦した。ワークスが主流のGT1クラス (またはカテゴリー) は国際スポーツ法典付則J項のグループGT1 (グランドツーリング・スポーツカー) のメルセデスベンツ・CLK GTR、ポルシェ・911 GT1、マクラーレン・F1-GTR LMが参戦した。そのほかにもプライベーター仕様のマクラーレン・F1 GTRやパノス・エスペランテ GTR、ロータス・エリーゼ GT1も参戦し、GT2クラスではクライスラー・バイパー GTS-Rとポルシェ・911 GT2の白熱したバトルが展開したほか、マーコス、モーガン、サリーンも参戦し、開催国も欧州以外に日本、アメリカを含む事実上の世界選手権と呼べるシリーズとなった。
初年度はGT1、GT2マシンを含め常時35～52台のマシンが参戦していたが、翌1998年には、各メーカーの相次ぐ撤退により、1999年には付則J項からグループGT1が事実上廃止されたことに伴い、最上位クラスはそれまでのGT2を引き継いだGTクラス（クライスラー・バイパーGTS-R、リスター・ストーム、フェラーリ・550マラネロなど）となった。またシリーズ名称はグランドツーリングを略称のGTに置き換えたFIA GT選手権を正式に定めた。翌2000年からはアジア・北米ラウンドがなくなり欧州ラウンドのみとなった。またこの年からフェラーリ・360モデナやポルシェ・911 GT3などが参戦する下位クラスにN-GTクラスが新設されている。
2009年は、GT1（旧GT）クラスではマセラティ・MC12、アストンマーティン・DBR9、シボレー・コルベットC5・C6R、ランボルギーニ・ムルシエラゴ R-GT、フォード・GT、GT2（旧N-GT）クラスではポルシェ・911 GT3-RSR（996型、997型）フェラーリ・F430、アストンマーティン・ヴァンテージ GT2といったマシンが活躍している。伝統のスパ・フランコルシャン24時間レースもシリーズの1戦に加わっているが、年々参戦台数が少なくなっている。そのような中でニッサン・モータースポーツ・インターナショナル（NISMO）は、2009年にGT1クラスへ日産・GT-Rでの参戦を発表し、実戦での車両開発する目的で同年に賞典外ながらスポット参戦した。
2010年からGT1クラスはFIA GT1世界選手権へ移行し、並走のGT2クラスにはヨーロッパ選手権のタイトルが与えられることになった。

### 日産の参戦
2010年からスイスの「Swiss Racing Team」とイギリスの「Sumo Power GT」からそれぞれ2台ずつ、計4台のGT-Rがエントリーした。日産にとっては約20年ぶりのFIA世界選手権シリーズへの参加となる。しかしこのFIA-GT選手権はワークスでの参戦が認められていない。日産及びNISMOはあくまでも、プレイベーターへの技術支援というスタンスである。そして2010年第2戦のシルバーストン・サーキットではジェイミー・キャンベル＝ウォルター / ウォレン・ヒューズ組（Sumo Power GT）のドライブするGT-Rが優勝し、GT-R勢に初優勝をもたらした。

## 日本開催
選手権初年度から2年間、鈴鹿1000kmがFIA GT選手権のシリーズの1戦として開催された。3時間または4時間走だった初年度の選手権において、完走に約6時間を要する異例の長距離 (長時間) レースであった。メルセデス、ポルシェ、BMWのワークスチームも来日し参戦している。1998年の優勝車メルセデスCLK-LMは、グループC時代と比べ遜色のないタイムで1,000 kmを走破している。なお、当時ル・マン24時間に参戦していたトヨタ・GT-One TS020 (1998年から1999年)と日産・R390 (1997年から1998年) はどちらもグループGT1 (グランドツーリング・スポーツカー) のホモロゲーションをFIAから取得していないフリーフォーミュラであるため参加資格はなかった。1999年には鈴鹿1000kmはFIA GT選手権から外れた。

## 歴代チャンピオン
| 年度 | カテゴリ                                                | カテゴリ                                    |
| 年度 | GT1                                                     | GT2                                         |
| ---- | ------------------------------------------------------- | ------------------------------------------- |
| 1997 | ベルント・シュナイダー                                  | ジャスティン・ベル                          |
| 1998 | クラウス・ルートヴィッヒ リカルド・ゾンタ               | オリビエ・ベレッタ ペドロ・ラミー           |
|      | GT                                                      |                                             |
| 1999 | オリビエ・ベレッタ カール・ヴェンドリンガー             | オリビエ・ベレッタ カール・ヴェンドリンガー |
|      | GT                                                      | N-GT                                        |
| 2000 | ジュリアン・ベイリー ジェイミー・キャンベル＝ウォルター | クリストフ・ブシュー パトリス・ゲースラール |
| 2001 | クリストフ・ブシュー ジャン＝フィリップ・ベロク         | クリスチャン・ペスカトリ デビッド・テリエン |
| 2002 | クリストフ・ブシュー                                    | ステファン・オルテリ                        |
| 2003 | トーマス・ビアッジ マッテオ・ボッビ                     | ステファン・オルテリ マルク・リープ         |
| 2004 | ファブリツィオ・ゴリン ルカ・カッペラーリ               | サッシャ・マーセン ルーカス・ルーア         |
|      | GT1                                                     | GT2                                         |
| 2005 | ガブリエレ・ガーデル                                    | マルク・リープ マイク・ロッケンフェラー     |
| 2006 | ミハエル・バルテルス アンドレア・ベルトリーニ           | ハイメ・メロ                                |
| 2007 | トーマス・ビアッジ                                      | ディルク・ミューラー トニ・バイランダー     |
| 2008 | ミハエル・バルテルス アンドレア・ベルトリーニ           | ジャンマリア・ブルーニ トニ・バイランダー   |
| 2009 | ミハエル・バルテルス アンドレア・ベルトリーニ           | リチャード・ウェストブルック                |